# Базидіоспора

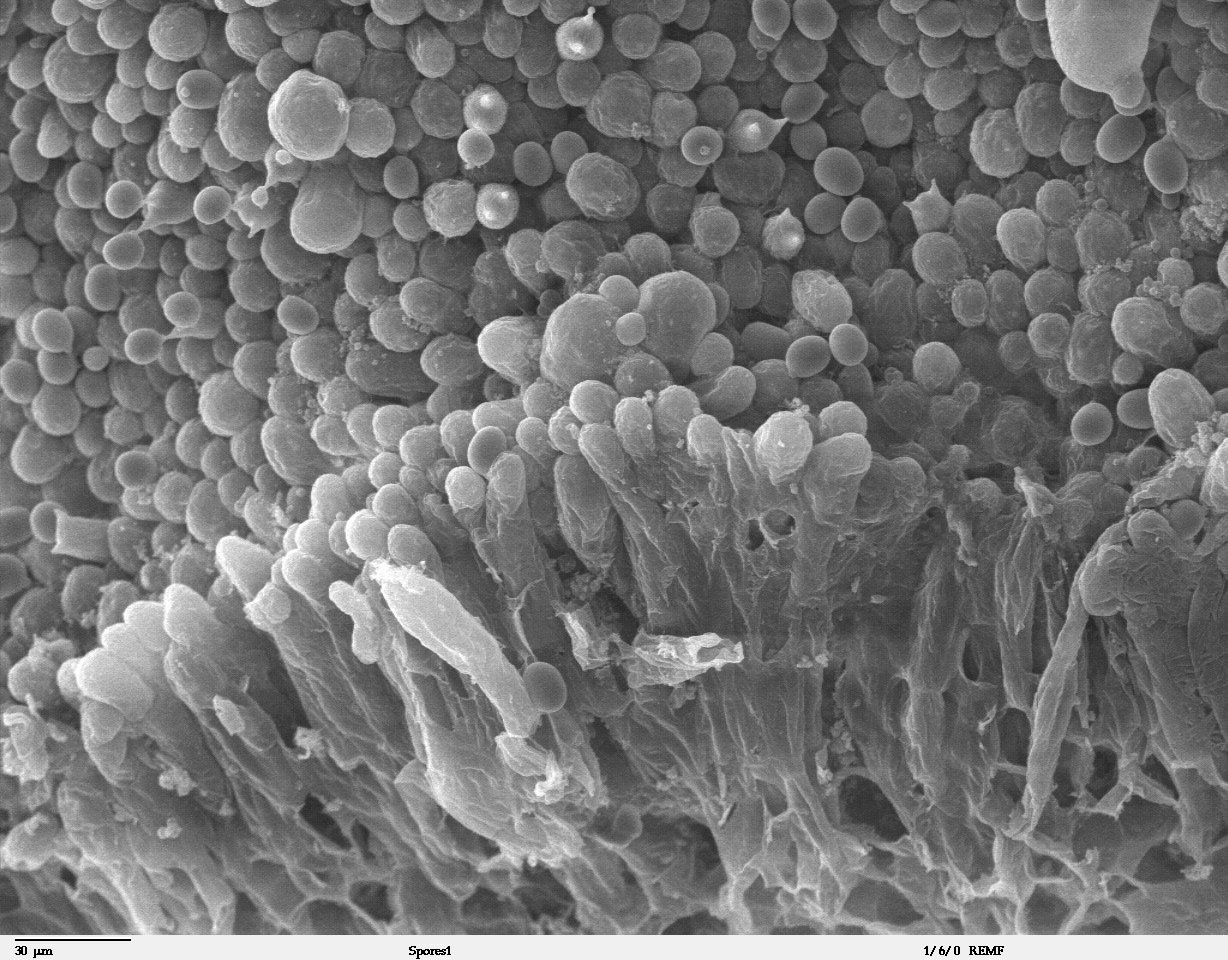
Базидіоспори Agaricus bisporus

Базидіоспори — відтвірні спори, що утворюються грибами відділу базидіоміцетів. Кожна базидіоспора зазвичай містять одне гаплоїдне ядро, що є продуктом мейозу та утворюється спеціалізованими клітинами грибів — базидіями. Більшість базидіоспор швидко вистрілюються для розповсюдження, таким чином вони є балістоспорами.
Коли базидіоспори потрапляють до сприятливих умов, вони проростають, зазвичай формуючи гіфи. Ці гіфи ростуть назовні від оригінальної спори, формуючи круглу грибницю, що розширюється. Кругла форма грибкової колонії пояснює утворення чарівних кілець, а також круглу форму плям, вражених стригучим лишаєм. Деякі базидіоспори проростають, породжуючи маленькі спори замість гіф.